# Frieder Bandlow
Frieder Bandlow (* 6. Juni 2001 in Ulm) ist ein deutscher Handballspieler der 2. Bundesliga. Aktuell steht er bei der HSG Nordhorn-Lingen unter Vertrag und wird auf Rückraum rechts eingesetzt.

## Karriere
Bandlow erlernte das Handballspielen im Alter von drei Jahren beim VfL Günzburg. Der Linkshänder durchlief hier alle Jugendmannschaften, die der C-Trainerlizenzträger später selbst trainierte. Er erreichte in der A-Jugend-Bundesliga den sechsten Platz und qualifizierte sich somit für ein weiteres Jahr in der Bundesliga. Zudem setzte sich der Rückraumspieler als einer der Leistungsträger in seinem letzten Jahr beim VfL Günzburg mit der Herrenmannschaft im Finale der bayrischen Meisterschaft 2020 durch, wodurch ihnen der Aufstieg in die 3. Liga gelang. Zur Saison 2020/21 nahm ihn der Zweitligist TV Großwallstadt unter Vertrag. Er spielte sein erstes Jahr in Großwallstadt auf der Position Rechtsaußen, lief dann aber ab der darauffolgenden Saison auf Rückraum rechts auf.
Zur Saison 2024/25 wechselte er zum Ligakonkurrenten HSG Nordhorn-Lingen.